# Çöhranlı
Çöhranlı è un comune dell'Azerbaigian situato nel distretto di Kürdəmir.